# 阿克恰阿巴德
阿克恰阿巴德是土耳其的城鎮，由特拉布宗省負責管轄，位於該國東北部，面積385平方公里，海拔高度10米，每年平均降雨量732毫米，2010年人口38,681。

## 外部連結
- District governor's official website （页面存档备份，存于） （土耳其文）
- District municipality's official website （页面存档备份，存于） （土耳其文）
- Platana (Akçaabat) （页面存档备份，存于）

41°01′N 39°35′E / 41.017°N 39.583°E